# María Dolores de Pablos
María Dolores de Pablos Zorrilla (* 27. Februar 1917 in Madrid; † 19. Dezember 1981 ebenda) war eine spanische Dichterin und Astrologin und mit Gloria Fuertes und Adelaida Las Santas Begründerin der Versos con faldas („Verse in Röcken“), eines literarischen Treffens für Frauen, das zwischen 1951 und 1953 in Madrid stattfand.

## Leben
De Pablos wurde im Madrider Stadtteil Maravillas als Tochter von Consuelo Zorrilla González und Victoriano de Pablos Crespo, einem Drucker und Lithografen, der die Druckerei Litografía de Pablos gründete, geboren. Ihre Familie war katholisch und monarchistisch, was ihre Erziehung als Jugendliche beeinflusste. Sie begann ihre Ausbildung an der Schule María Inmaculada und zeigte schon früh eine Vorliebe für das Lesen, aber ein Onkel überwachte sie beim Lesen und verbrannte sogar einige Bücher. Mit dem Beginn der Zweiten Republik meldeten ihre Eltern, die gegen die Koedukation waren, sie bei der Asociación para la Enseñanza de la Mujer an, wo sie Sekretariatskenntnisse sowie Französisch, Deutsch und Maschinenschreiben erlernte.
Nach dem Bürgerkrieg, den sie in Madrid verbrachte, arbeitete sie zunächst als Schreibkraft in einer Polizeistation, später in einer Eisdiele und in anderen Berufen. 1946 heiratete sie José San Miguel, einen Tierarzt aus Sepúlveda, wohin sie umzogen, aber die Geburt ihres ersten Kindes 1947 war der Grund für De Pablos, 1948 nach Madrid in ihr Elternhaus zurückzukehren. Im Jahr 1950 wurde De Pablos′ Ehemann nach Madrid versetzt, und das Ehepaar lebte wieder zusammen. Im Jahr 1952 wurde ihre Tochter Paloma geboren.
Am 5. März 1951 gründete sie zusammen mit Gloria Fuertes und Adelaida Las Santas im Keller der Asociación Artístico-Literaria del Teatro Gallegos in Madrid die literarische Vereinigung Versos con faldas, die mit einer Eröffnungssitzung unter Beteiligung der Dichterinnen Eva Cervantes, Carmen Silveiro und Adelaida Las Santas und mit insgesamt 47 anwesenden Dichterinnen stattfand.
Einige Jahre zuvor hatte sie sich der Theosophie zugewandt, und nachdem 1952 die Veranstaltungen von Versos con faldas durch die Dirección General de Seguridad verboten worden waren, begann sie, an astrologischen Sitzungen teilzunehmen. Zwischen 1958 und 1960 moderierte sie auf Radio España die tägliche Sendung Dos sueños cada día („Zwei Träume am Tag“), in der sie die Träume der Hörer interpretierte. Das Ende der Sendung fiel mit dem Tod ihrer Mutter und im darauffolgenden Jahr ihrer Tochter zusammen. Sie nahm daraufhin Zuflucht zu ihrem ältesten Sohn José Luis, den sie in die Astrologie einweihte.
1963 gründete sie im Hinterzimmer der Buchhandlung Armenteros, die Jesús Armenteros, einem Freund aus ihrer theosophischen Zeit, gehörte, eine in den entsprechenden Kreisen anerkannte Astrologieschule und begann Astrologie zu unterrichten. Die Escuela Cultura Astrologica wurde 1973 gegründet und De Pablos lehrte dort bis zu ihrem Tod 1981 in Madrid. Ihr Sohn, José Luis San Miguel de Pablos, übernahm die Schule.
De Pablos' poetisches Werk blieb unveröffentlicht, abgesehen von einigen Versen, die in der ersten Ausgabe von Versos con Faldas (1983) von Las Santas veröffentlicht wurden, und einem Gedicht, das 1992 in der Zeitschrift Espacio y Tiempo erschien. Ihre verlegerischen Bemühungen konzentrierten sich auf die Veröffentlichung von Büchern über Astrologie, einige davon in Zusammenarbeit mit ihrem Sohn. Zusammen mit ihm begann sie kurz vor ihrem Tod die Cuadernos de Cultura Astrológica und das astrologische Jahrbuch Anuario astrológico Alfonso X el Sabio, benannt nach Alfons X. dem Weisen, herauszugeben.
Am 19. Februar 1982 fand in der Casa de Zamora eine Gedenkveranstaltung mit ihren Werken statt, an der Gloria Fuertes, Adelaida Las Santas und Alicia Altabella teilnahmen. Ein Jahrzehnt später, im Februar 1992, fand eine weitere Ehrung der Dichterin und Astrologin statt, an der erneut ihre Weggefährten von Versos con faldas sowie ihr Sohn teilnahmen.

## Werke
- Die 2019 herausgegebene Anthologie zu den Dichterinnen von Versos con faldas (2019) enthält drei ihrer Sonnette: La guardia de las espadas, La amortajadora und Mendigo poeta.[1]
- Así nació el siglo XX. Astrología. Eigenverlag, Madrid 1979.
- Las comparaciones astrológicas. Eigenverlag, Madrid 1979.
- Principios de Astrología general. Fundamentos astronómicos de la carta astrológica. Luis Cárcamo, Madrid 1981, ISBN 84-241-2882-6.
- Zeitschrift Cuadernos de Cultura Astrológica, Mitherausgeberin Jahrgänge 1981 und 1982, Luis Cárcamo, Madrid 1981 f.
- Zeitschrift Anuario astrológico Alfonso X el Sabio, Mitherausgeberin Jahrgange 1982, Eyres, Madrid 1982.